# Кузяново
Кузя́ново (баш. Көҙән) — село в Ишимбайском районе Республики Башкортостан Российской Федерации. Административный центр Кузяновского сельсовета.

## География
Протекает три реки: Тыскакелга, Малиган, Чишма.

### Географическое положение
Расстояние до:
- районного центра (Ишимбай): 44 км,
- ближайшей ж/д станции (Стерлитамак): 43 км.

## Уличная сеть
В селе одна площадь, являющая центром поселения, 7 улиц. Названия отражают географические реалии, фамилии знатных земляков, реалии жизни советского времени. 
| - Береговая - Лапшина | - Первомайская - Площадь имени Заки Валиди | - Победы - Рашитовой | - Садовая - Советская | - Школьная - Уральская |

## История
Село Кузяново было основано башкирами-вотчинниками в 1758 году.

## Население
| 1783 | 1795 | 1859 | 1920  | 2002 | 2009 |
| ---- | ---- | ---- | ----- | ---- | ---- |
| 91   | ↘86  | ↗585 | ↗1858 | ↘866 | ↗935 |
| 2010 |      |      |       |      |      |
| ↘847 |      |      |       |      |      |

Национальный состав
По данным Всероссийской переписи населения 2002 года преобладающая национальность — башкиры (97 %).

## Известные уроженцы, жители
- Зарипов, Нур Талипович (1925-1997) — башкирский литературовед и фольклорист, кандидат филологических наук (1964).
- Рашитова, Сагида Фареевна (1905-1988) — заслуженная (1935) и народная (1940) артистка БАССР.
- Ахметзаки́ Валиди́ Тога́н (1890—1970) — лидер башкирского национально-освободительного движения (1917—1920); публицист, историк, востоковед-тюрколог, доктор философии (1935), профессор, почётный доктор Манчестерского университета (1967).

## Инфраструктура
В Кузянове 4 частные пилорамы, АТС на 200 номеров, в жилых домах населения имеется около 200 телефонных точек. Все дома обеспечены питьевой водой и сетевым газом. Действует СОШ на 162 учащихся, есть детский сад «Умырзая» и интернат, где воспитываются 12 детей из деревень Искисяково и Кызыл Октябрь.

## Достопримечательности
- Музей Ахмета Заки Валиди[5].
- Мемориальная стела, посвящённая простой деревенской женщине, работающей на поле и воспитывающей детей (памятник Матери воина, Матери-труженице), скульптор Ильнур Ильясов. Открыта 22 июня 2013 года[6][7].